# 1960-as argentin labdarúgó-bajnokság (első osztály)
Az 1960-as Primera División volt a 69. alkalommal megrendezett, legmagasabb szintű labdarúgó-bajnokság Argentínában.
A címvédő a San Lorenzo volt. A tornát az Independiente csapata nyerte meg, a bajnokság történetében hatodjára.
A bajnokság 1960. április 3-án kezdődött és november 27-én ért véget.

## Tabella
| Hely. | Csapat                  | M  | Gy | D  | V  | G+ | G– | Gk  | P  | Továbbjutás vagy kiesés                         |
| ----- | ----------------------- | -- | -- | -- | -- | -- | -- | --- | -- | ----------------------------------------------- |
| 1.    | Independiente (B)       | 30 | 17 | 7  | 6  | 49 | 33 | +16 | 41 | Bajnokcsapat; kvalifikált a Copa Libertadoresbe |
| 2.    | River Plate             | 30 | 16 | 7  | 7  | 46 | 29 | +17 | 39 |                                                 |
| 3.    | Argentinos Juniors      | 30 | 15 | 9  | 6  | 68 | 48 | +20 | 39 |                                                 |
| 4.    | Racing Club             | 30 | 14 | 9  | 7  | 72 | 43 | +29 | 37 |                                                 |
| 5.    | Boca Juniors            | 30 | 13 | 11 | 6  | 58 | 36 | +22 | 37 |                                                 |
| 6.    | San Lorenzo             | 30 | 14 | 8  | 8  | 71 | 45 | +26 | 36 |                                                 |
| 7.    | Vélez Sarsfield         | 30 | 12 | 9  | 9  | 48 | 46 | +2  | 33 |                                                 |
| 8.    | Rosario Central         | 30 | 10 | 9  | 11 | 55 | 71 | −16 | 29 |                                                 |
| 9.    | Huracán                 | 30 | 10 | 8  | 12 | 48 | 45 | +3  | 28 |                                                 |
| 10.   | Chacarita Juniors (F)   | 30 | 9  | 10 | 11 | 50 | 53 | −3  | 28 |                                                 |
| 11.   | Atlanta                 | 30 | 8  | 11 | 11 | 49 | 56 | −7  | 27 |                                                 |
| 12.   | Gimnasia y Esgrima (LP) | 30 | 9  | 7  | 14 | 50 | 60 | −10 | 25 |                                                 |
| 13.   | Estudiantes (LP)        | 30 | 9  | 5  | 16 | 44 | 69 | −25 | 23 |                                                 |
| 14.   | Lanús                   | 30 | 5  | 11 | 14 | 38 | 54 | −16 | 21 |                                                 |
| 15.   | Ferro Carril Oeste      | 30 | 5  | 9  | 16 | 28 | 58 | −30 | 19 |                                                 |
| 16.   | Newell’s Old Boys (K)   | 30 | 6  | 6  | 18 | 38 | 66 | −28 | 18 | Kiesett                                         |